# Спартак (Тульская область)
Спартак — посёлок в Чернском районе Тульской области России.
В рамках административно-территориального устройства является центром Спартаковской сельской администрации Чернского района, в рамках организации местного самоуправления входит в сельское поселение Северное.

## География
Расположен в 90 км к югу от областного центра и в 15 км к востоку от райцентра, пгт Чернь.

## Население
| 2002 | 2010 |
| ---- | ---- |
| 360  | ↗410 |

Население — 410 чел. (2010).